# Wümbach (Ilm)
Der drei Kilometer lange Wümbach ist ein linker Zufluss der Ilm in Gräfinau-Angstedt im Thüringer Ilm-Kreis.

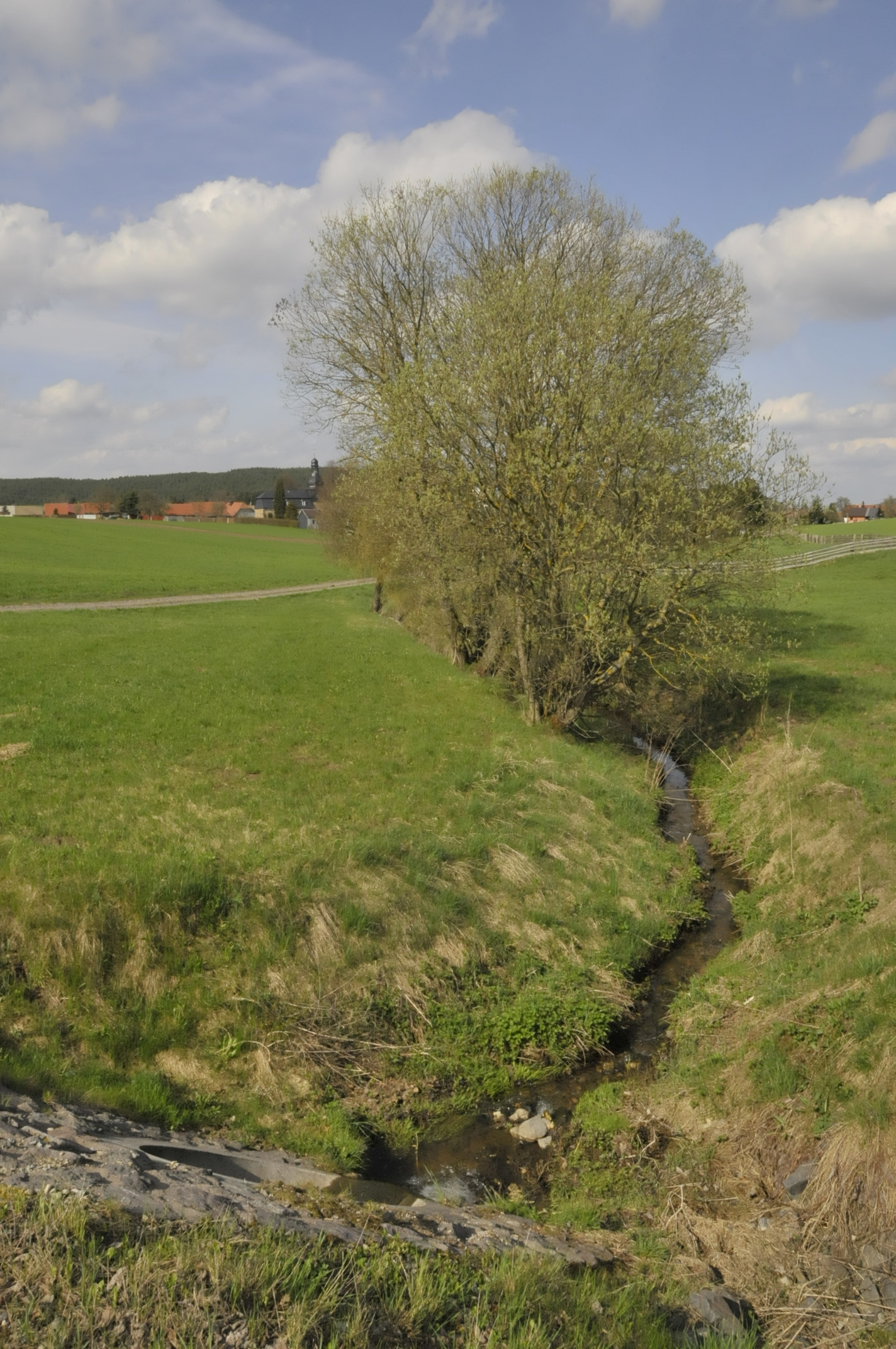
Der Bach nach der Unterquerung der L 2646

## Verlauf
Er entspringt im Schmidtsteich im Eichicht, einem Kiefernwald zwischen Ilmenau und dem nach ihm benannten Dorf Wümbach.  In diesem Dorf nimmt er einen von links einmündenden Bach auf, bildet sodann am östlichen Dorfende zwei Fischteiche und fließt in nordöstlicher Richtung geradlinig weiter. Nach 810 m mündet ein weiterer Bach von links in das Gewässer, das nun die drei Hirtenteiche bildet. Hier überspannt die 570 m lange Wümbachtalbrücke das Bachtal zwischen dem Dorf Wümbach und Gräfinau-Angstedt. Die Brücke ist Bestandteil der Hochgeschwindigkeitsstrecke Erfurt-Ebensfeld. Der Wümbach mündet südlich des Ortskerns von Gräfinau-Angstedt in die Ilm.